# Bayreuther Bierbrauerei
La Bayreuther Bierbrauerei AG est une brasserie à Bayreuth, dans le district de Haute-Franconie.

## Histoire
Hugo Bayerlein (né en 1833) arrive à 24 ans en tant que brasseur de Munich dans sa ville natale de Bayreuth. Il commence en 1857 au Herzog, une colline à l'ouest du Roter Main. À cette époque, la brasserie préindustrielle est encore réservée aux métiers classiques de la boulangerie et de la restauration.
Entre 1857 et 1858 émergent les bâtiments industriels : malterie avec touraillage, brasserie avec pompe à eau, tuyauterie, plaque de brassage, pompes à bière, des cuves de brassage, une chambre froide avec cave de fermentation sous-jacente… Les bâtiments sont encore largement préservés et utilisés. En 1872, Hugo Bayerlein vend la brasserie aux banquiers de Feustel, Wilmersdörfer et Riemann, ainsi qu'au propriétaire terrien Roth. Friedrich von Feustel transforme la brasserie en 1872 en une Aktienbrauerei.
Depuis 1965, la brasserie est détenue majoritairement par la Brauerei Gebr. Maisel.
Le Herzogkeller regroupe l'ensemble des bâtiments de la brasserie de Bayreuth. Avec plus de 1 000 places assises, c'est le plus Biergarten de Bayreuth. Il a reçu notamment Louis III de Bavière.
Comme dans de nombreux quartiers historiques de Bayreuth, la brasserie possède également une cave. Ces caves rocheuses ont probablement été creusées dans le grès entre le XVe siècle et le XIXe siècle. Les corridors sont initialement créés par l’extraction de minerais, puis élargis et ensuite utilisés principalement pour le stockage. En temps de guerre, les installations servaient également d'installations de protection et d'évacuation. En raison de la fraîcheur constante de la température, les caves à roche de la fin du XIXe siècle constituent un lieu propice au stockage de la bière. Aujourd'hui, des visites sont également proposées dans les sous-sols.

## Production
- Aktien Zwick'l (Kellerbier)
- Aktien Landbier (Dunkles)
- Bayreuther Hell
- Bayreuther Hefeweißbier
- Bayreuther Bock